# Olympische Jugend-Sommerspiele 2010/Teilnehmer (Montenegro)
| Gelbes Symbol für Goldmedaillen mit stilisierten Olympischen Ringen | Graues Symbol für Silbermedaillen mit stilisierten Olympischen Ringen | Braundes Symbol für Bronzemedaillen mit stilisierten Olympischen Ringen |
| ------------------------------------------------------------------- | --------------------------------------------------------------------- | ----------------------------------------------------------------------- |
| —                                                                   | —                                                                     | —                                                                       |

Die Jugend-Olympiamannschaft aus Montenegro für die I. Olympischen Jugend-Sommerspiele vom 14. bis 26. August 2010 in Singapur bestand aus 22 Athleten. Sie konnten keine Medaille gewinnen. Fahnenträger bei der Eröffnungsfeier war Nebojša Kosović, der Kapitän der Fußballmannschaft der Jungen, welche den vierten Platz belegte.

## Athleten nach Sportarten

### Fußball
Jungen
- 4. Platz

Der einzige Sieg gelang der montenegrinischen Auswahl zu Beginn des Turniers, als Simbabwe 2:1 besiegt wurde. Nach einer 2:3-Niederlage gegen Gastgeber Singapur beendete man die Vorrunde auf dem zweiten Platz. Im Halbfinale unterlag man dem späteren Turniersieger Bolivien, im kleinen Finale verlor man erneut gegen Singapur, diesmal mit 1:4.
- Kader
Marko Kordić
Stefan Vico
Igor Marković
Danilo Sarkić
Jovan Baosić
Jovan Čađenović
Nikola Javanović
Stefan Nedović
Stevan Krivokapić
Nebojša Kosović
Zarko Grbović
Lazar Nikolić
Stefan Kaluderović
Filip Vukicević
Milan Vusurović
Lav Lopicić
Aleksandar Boljević
Lazar Lalosević

### Judo
Jungen
- Rijad Dedeić
Klasse bis 81 kg: 7. Platz
Mixed: 5. Platz (im Team Chiba)

### Schwimmen
Mädchen
- Katarina Đurđević
50 m Brust: 18. Platz (Vorrunde)
100 m Brust: 28. Platz (Vorrunde)

### Taekwondo
Jungen
- Vilson Lajčaj
Klasse bis 73 kg: Viertelfinale

### Tennis
Mädchen
- Mia Radulović
Einzel: Viertelfinale (Trostrunde)
Doppel: 1. Runde (mit Denisa Allertova   Tschechien)